# Крепость Сан-Мигель

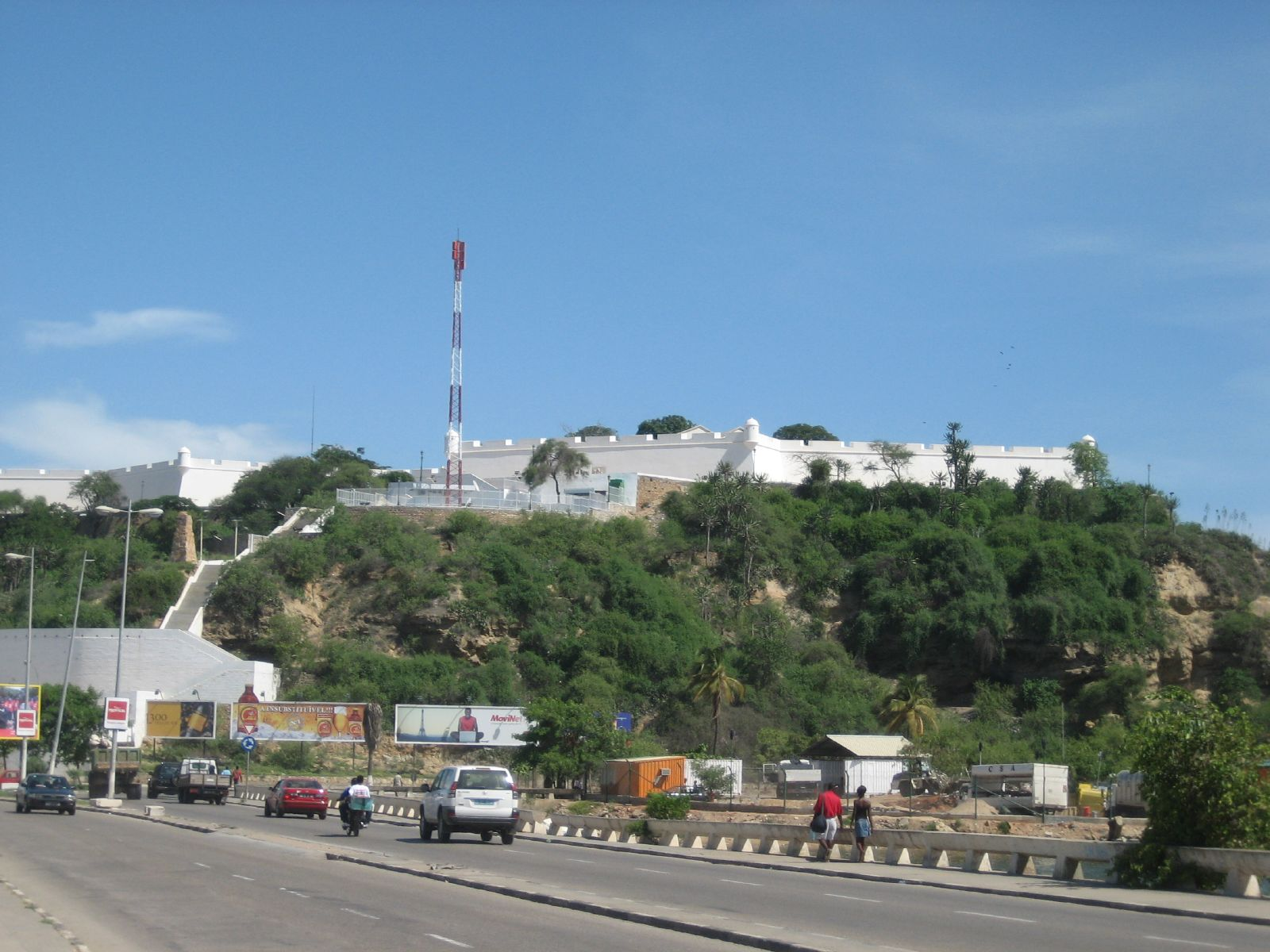
Крепость Сан-Мигель

Крепость Сан-Мигель или Крепость Святого Михаила — бывшая португальская крепость, построенная в Луанде, Ангола. Во время голландского правления в Анголе между 1641 и 1648 годами форт был известен как форт Аарденбург.

## История
Крепость Сан-Мигель была построена в 1576 году португальским дворянином (фидалгу) и колонизатором Африки Паулом Диашем де Новаишем. Это было первое укрепление, построенное в Луанде в XVI веке во время правления Паулу Диаша де Новаиша, сначала возведённое из глины. Позднее в 1638 году этот материал был заменён глиной и саманом, работы были завершены в 1689 году под руководством Д. Жуана де Ленкасра. Сан-Мигель стал административным центром колонии в 1627 году и был основным каналом для перевозки рабов в колониальную Бразилию. Крепость долгие годы была автономным городом, имела оборонительные укрепления. Рядом с фортом выложена изящная керамическая плитка, которая рассказывает историю Анголы с ранних лет, а во внутреннем дворе находятся большие внушительные статуи первого короля Португалии, первого европейца, достигшего Анголы, Диогу Као, известного исследователя Васко да Гама и других известных людей.
После голландской оккупации его начали возводить в каменной кладке в 1705 году по указанию губернатора Д. Лоуренсу де Алмада, что являлось частью обязательных работ последующих губернаторов. В период голландской оккупации крепость называлась Аарденбург. В XX веке, указом министра колоний Франсиско Хосе Виейры Мачадо от 8 сентября 1938 года крепость была классифицирована как национальный памятник Указом провинции от 2 декабря того же года. С 1938 по 1958 год в нём находился «Музей Анголы», пока он не был перемещен и переименован в Национальный музей истории вооруженных сил.
В 1961 году собрание музея было полностью вывезено, и крепость возобновила военные функции, где базировалось командование португальских вооружённых сил. До 1975 года крепость служила штаб-квартирой главнокомандующего португальскими вооруженными силами в Анголе. В 1977 использовалась как место заключения участников Мятежа «фракционеров», здесь были убиты Ниту Алвиш, Жозе Ван Дунен, Сита Валлиш, Жакоб Каэтану.
В 1995 году была проведена реставрация фасада здания.
Сегодня здесь находится Музей вооружённых сил. В период с 2009 по 2013 год в крепости проводились восстановительные работы. Построено подземное пространство площадью 1200 м², в котором размещены зрительный зал, галерея и пантеон героев. В центральном бункере восстановлены плиточные панели. На бывших складах располагались лаборатория, аудиовизуальный зал и кафетерий, а также административная часть музея.